# La Bazouge-des-Alleux
La Bazouge-des-Alleux är en kommun i departementet Mayenne i regionen Pays de la Loire i nordvästra Frankrike. Kommunen ligger i kantonen Mayenne-Est som tillhör arrondissementet Mayenne. År 2022 hade La Bazouge-des-Alleux 550 invånare.

## Befolkningsutveckling
Antalet invånare i kommunen La Bazouge-des-Alleux
| Referens: INSEE |